# Alexander Gumz
Alexander Gumz (* 19. Dezember 1974 in Berlin) ist ein deutscher Lyriker, Redakteur, Übersetzer und Veranstalter.

## Leben
Gumz studierte Germanistik und Philosophie. Er ist Redakteur beim Texttonlabel KOOK und war bis 2024 Veranstalter und Kurator für das Poesiefestival Berlin. Weiter ist er Mitbegründer des Festivals LAN Drei Tage junge Literatur und Musik in Berlin und von HAM.LIT. Lange Nacht junger deutschsprachiger Literatur und Musik in Hamburg. Seit 2024 Lektor bei ZEIT ONLINE.
Workshops und Seminare für kreatives Schreiben u. a. an der FU Berlin, am Wannseeforum, für den lyrix-Wettbewerb des Deutschlandradio und am Institut für Literarisches Schreiben und Literaturwissenschaft der Universität Hildesheim. Mitherausgeber mehrerer internationaler Anthologien, u. a. mit junger dänischer und polnischer Literatur.
Gumz' eigene Gedichte wurden in verschiedenen Zeitschriften und Anthologien veröffentlicht, darunter im Jahrbuch der Lyrik, in der ZEIT, die horen, Akzente, Neue Rundschau, EDIT, Wespennest, Das Magazin, randnummer, intendenzen, STILL.
Ausgewählte Gedichte wurden ins Englische, Polnische, Persische, Spanische, Slowakische und Chinesische übersetzt. Er selbst hat Gedichte aus dem Polnischen und dem Englischen nachgedichtet und in Deutschland veröffentlicht.
Seine erste Gedichtsammlung ausrücken mit modellen wurde 2011 in Deutschland bei kookbooks aufgelegt, sein zweiter längerer Band barbaren erwarten erschien 2018 ebenfalls dort.

## Ehrungen und Preise
- 2001: Wiener Werkstattpreis für Lyrik
- 2003: jeweils Finalist beim Leonce-und-Lena-Preis 2003 und 2009
- 2007: Stipendiat des Programms Homini Urbanis in der Villa Decius (Willa Decjusza) in Wola Justowska in Krakau
- 2009: Finalist beim open mike der Literaturwerkstatt Berlin
- 2010: Arbeitsstipendium Literatur des Berliner Senats
- 2012: Clemens-Brentano-Förderpreis für Literatur[1]
- 2013: Stipendiat der Deutschen Akademie Rom in der zur Deutsche Akademie Rom Villa Massimo gehörenden Casa Baldi, Olevano, Italien
- 2016: Stipendiat der Villa Aurora Los Angeles, USA
- 2018: Arbeitsstipendium Literatur des Berliner Senats[2]

## Veröffentlichungen
- ausrücken mit modellen: Gedichte, mit einem Nachwort von Antje Rávic Strubel; gestaltet von Andreas Töpfer. kookbooks, Reihe Lyrik, Band 40, Berlin 2011, ISBN 978-3-937445-44-1.
- 45sec. 8 Gedichte mit Fotos von Michael Mieß. SuKuLTuR, Berlin 2013, ISBN 978-3-95566-004-8.
- verschwörungscartoons. New York Flarf Gedichte. parasitenpresse, Köln 2015.
- barbaren erwarten: Gedichte; gestaltet von Andreas Töpfer. kookbooks, Reihe Lyrik, Band 54, Berlin 2018, ISBN 978-3-937445-86-1.